# صفيراء لبدية
صفيراء لبدية (الاسم العلمي:Sophora tomentosa) هو نوع من النباتات يتبع جنس الصفيراء من فصيلة البقولية.